# Flauto armonico di corteccia
Il flauto armonico di corteccia (o, più semplicemente, flauto di corteccia), spesso conosciuto in una delle sue varianti come fischietto (o zufolo) di oleandro o con i regionalismi fràgulu, faraùtu, friscignolo, fríschettara, titarota e zumbettana, iscoro ‘e castagno o iscariello, è uno strumento a fiato tradizionale, utilizzato soprattutto in alcune regioni del meridione italiano, in particolare in Calabria e in Basilicata, ma riscontrato in altre rivisitazioni anche nelle regioni centrali e settentrionali.
Appartenente alla famiglia degli aerofoni, più precisamente dei flauti globulari o dei flauti dritti, ne rappresenta una delle elaborazioni più rudimentali, in quanto ereditato dalla cultura agro-pastorale.

## Costruzione
Si tratta di uno strumento "effimero stagionale", in quanto costruito esclusivamente nel periodo primaverile, in cui si ha la vegetazione dei principali arbusti con cui viene costruito (oleandro, salice, castagno, fico, frassino, gelso, sorbo).
È un flauto a fessura interna, ricavato dalla corteccia di un ramo privo di nodi.
La costruzione inizia sfilando la corteccia dal ramo mediante una torsione, dopo aver effettuato un'incisione circolare nel punto in cui si determinerà una delle estremità del flauto, solitamente costruito con una lunghezza che permetta poi l'esecuzione della melodia con un braccio in estensione e il contatto dell'imboccatura con la bocca del suonatore (solitamente tra i 60 e i 100 cm).
La "zeppa" viene costruita solitamente con gli stessi legni utilizzati per la corteccia e posizionata all'imboccatura, che può essere apicale o laterale. Può essere costruito con o senza becco, che viene posizionato in corrispondenza del labium.
Non presenta fori digitali.

## Utilizzo
Come già detto, si tratta di uno strumento appartenente tuttora al mondo agro-pastorale, pertanto viene costruito e utilizzato dai pastori, di cui spesso diventa accompagnatore durante il pascolo.
Viene suonato effettuando un'iperinsufflazione, associata al movimento digitale (solitamente del secondo dito della mano) effettuato all'estremità terminale, che rappresenta l'unica apertura oltre all'imboccatura, non essendo presenti altri fori digitali.

## Il fischietto d'oleandro nell'area del Pollino
Una delle aree in cui è maggiormente rappresentato è l'area di confine calabro-lucano, una zona molto peculiare dal punto di vista etnografico, linguistico e storico, in quanto caratterizzata da un territorio montuoso e nei secoli fortemente isolato e privo di comunicazioni, che ne ha garantito la conservazione di molte tradizioni.
In quest'area, viene costruito solitamente in corteccia di oleandro: è infatti conosciuto come "fischietto d'oleandro".
Dal punto di vista musicale, esso ha rappresentato per secoli una delle espressioni più peculiari della musica tradizionale, ereditata certamente dal Medioevo, ma probabilmente risalente alla tradizione arcaica greca: il modo lidio. Questa tradizione musicale è rappresentata in particolare in uno dei centri più piccoli dell'entroterra cosentino, Albidona, che ne ha indirizzato da sempre le più tipiche espressioni della musica tradizionale e della tradizione orale, le quali hanno influenzato anche il vasto panorama musicale e strumentario dell'intero comprensorio.
Conosciuto anche come tritono (ossia di tre toni), è caratterizzato da un "intervallo di quarta aumentata", che rispecchia uno stile musicale che nel Medioevo era addirittura messo al bando dalla Chiesa, in quanto considerato "la musica del diavolo". É infatti anche chiamato diabolus in musica.
Tale complemento musicale può essere effettuato soprattutto utilizzando alcuni strumenti musicali che ne permettono l'immediata esecuzione, grazie alla loro peculiare conformazione ed espressione melodica, come il marranzano e lo stesso "flauto di corteccia".